# Бендазол
Бендазол, дибазол (новолат. Bendazol), 2-(Фенилметил)-1H-бензимидазол — устаревшее лекарственное средство вазодилатирующего и иммуностимулирующего действия.
Доказательства эффективности и безопасности препарата отсутствуют. 

## Общее описание
Дибазол относится к синтетическим адаптогенам, представляет собой производное бензимидазола (другой производный от него адаптоген — бемитил).

## Фармакологическое действие
Дибазол (бендазол) оказывает иммуностимулирующее, а также сосудорасширяющее и спазмолитическое действие.
При острых инфекциях препарат не оказывает лечебного действия, но действует профилактически.

### Иммуностимулирующее действие
Дибазол (бендазол) воздействует на процессы в клетках крови — лейкоцитах и тромбоцитах.
Его иммуностимулирующая активность заключается в повышении содержания цГМФ в лимфоцитах, в результате изменяется соотношение цГМФ к цАМФ, увеличивается производство факторов регулирования Т-лимфоцитами и B-лимфоцитами. В результате дибазол стимулирует выработку поствакцинальных антител, усиливает фагоцитоз, усиливает бактерицидные свойства кожи и крови, повышает продукцию интерферонов. Также препарат препятствует депрессии окислительных процессов в лейкоцитах и замедляет гидролитические процессы в тромбоцитах.

## Эффективность и безопасность
Формулярный комитет РАМН не рекомендует применять бендазол при лечении гастроэнтерологических заболеваний как неэффективный, о чём сообщает в своём «Негативном перечне медицинских технологий».
Доказательная база для применения бендазола в качестве спазмолитика отсутствует.

## Применение
В современных стандартах медицинской помощи бендазол не рекомендован ни при каких заболеваниях. Ранее он применялся в гастроэнтерологии, при гипертоническом кризе, ишемическом инсульте и в других случаях.

## Побочные действия
- Ухудшение показателей ЭКГ в связи с уменьшением сердечного выброса
- Аллергические реакции
- Повышенное потоотделение
- Головокружение
- Головная боль
- Чувство жара
- Тошнота